# Corvera de Toranzo
Corvera de Toranzo är en kommun i Spanien.  Den ligger i den autonoma regionen Kantabrien i norra delen av landet, 300 km norr om huvudstaden Madrid. Antalet invånare är 2 139 (2024). Arean är 50,04 kvadratkilometer. Corvera de Toranzo gränsar till Puente Viesgo, Santiurde de Toranzo, Luena, Arenas de Iguña, Anievas och San Felices de Buelna. 